# Veniamin (Vološčuk)
Veniamin (světským jménem: Vasylij Karlovyč Vološčuk; * 5. listopadu 1961, Zelenyj Haj) je ukrajinský duchovní Ukrajinské pravoslavné církve Moskevského patriarchátu, biskup bojarský a vikář kyjevské eparchie.

## Život
Narodil se 5. listopadu 1961 ve vesnici Zelenyj Haj Černovické oblasti.
Po střední škole nastoupil na Černovické pedagogické učiliště. Od roku 1981 studoval na fakultě matematiky Černovické univerzity. Poté pracoval jako učitel matematiky na střední škole č. 14 v Černovicích. Rok také přednášel na univerzitě pedagogiku.
Od září 1991 pracoval jako referent černovické eparchie. V červnu 1993 byl přijat do Trojicko-sergijevské lávry, kde byl 28. prosince archimandritou Feognostem (Guzikovem) postřižen na monacha se jménem Veniamin na počest svatého Benjamína. Dne 7. ledna 1994 byl metropolitou černovickým a bukovinským Onufrijem (Berezovským) rukopoložen na jerodiákona a 7. ledna 1995 na jeromonacha.
Dne 22. listopadu 1995 byl jmenován představeným monastýru Narození přesvaté Bohorodice v Černovicích. Dne 31. prosince byl povýšen na igumena a 16. dubna 1998 na archimandritu. Od roku 1995 studoval na Kyjevském duchovním semináři.
V srpnu 2022 byl poslán do Irska a 20. prosince mu byla svěřena správa nad zahraničními farnostmi Ukrajinské pravoslavné církve. Zároveň byl zvolen biskupem bojarským a vikářem kyjevské eparchie. Biskupská chirotonie proběhla 3. ledna 2023 v Kyjevskopečerské lávře. Hlavním světitelem byl metropolita kyjevský a celé Ukrajiny Onufrij (Berezovskyj).